# Екзархова къща
Екзарховата къща (на гръцки: Μεγάρου Εξάρχου) е къща в град Лерин, Гърция, обявена за паметник на културата.

## Местоположение
Къщата е разположена в центъра на града до Митрополията на ъгъла на улица „Митрополи“ № 3 и „Тагматархис Фуледакис“ № 8.

## История
Христос Екзарху купува парцела в 1922 година от трима мюсюлмани, които напускат страната при обмена на население между Турция и Гърция след Лозанския договор. Екзарху е от Бел камен и е контрактор, като участва и в гръцката въоръжена пропаганда. Величествената двуетажна сграда на Екзарховата къща е построена в 1922 - 1923 година. След смъртта на Христос Екзарху в 1933 година, сградата е наследена от децата му Дионисиос, Минас, Аргириос, Ахилеас, Евсения и Периклис. Сградата се използва за резиденция от кралското семейство, когато то посещава Лерин. От 7 август 1998 година сградата е на Леринския музей на съвременното изкуство.
В 1998 година къщата е обявена за паметник на културата като архитектурен паметник.

## Архитектура
Сградата е представителен пример за еклектизъм, приложен към градската архитектура на Лерин през междувоенния период. В ъгъла има вход за магазин на приземния етаж. Главният вход е от улица „Митрополи“. Фасадите на сградата изглеждат плоски със заравнени фуги, прекъснати от вертикалните зони на отворите. Основата на сградата е от порфирен камък, докато в горната част има плосък фриз. Триъгълната конфигурация на фронтона на централния перваз към двора се отнася към ранния атински класицизъм, докато като цяло фасадите морфологично са пример за еклектична архитектура с богати препратки към френския класицизъм.